# ولسکت
ولسکت (به فرانسوی: Vellescot) یک کامین در فرانسه است که در Canton of Grandvillars واقع شده‌است.

## خصوصیات
ولسکت ۳٫۵۵ کیلومترمربع مساحت و ۲۴۵ نفر جمعیت دارد.